# 穆拉夫利夫卡
45°33′30″N 29°9′5″E / 45.55833°N 29.15139°E
穆拉夫利夫卡（烏克蘭語：Муравлівка）是位於烏克蘭西南部的村莊，由敖德萨州伊茲梅爾區的薩夫亞尼市鎮負責管轄。該村始建於1813年，面積2.07平方公里，海拔高度12米，2001年人口1,800，人口密度每平方公里869.57人。